# 正直爱洁蟹
正直愛潔蟹（学名：Atergatis integerrimus）为扇蟹科爱洁蟹属的动物。有劇毒不可食用。

## 外型
與麵包蟹極為相似，頭胸甲寬約可達12公分，呈橫橢圓形，長約寬的1.6倍，分區不明顯，前半部的表面有許多小斑點，尤以額區及前側緣處為多，中部和後半部平滑，前額略向中央突出呈波浪狀，分為兩葉，前側緣突出，上鰓角具有一齒或脊，眼窩小，寬度比前額寬的1/3還小。螯腳左右等大（再生的腳較小），光滑無毛或有小凹點，腕節的內緣有1個鈍齒，掌部的上緣有隆起的縱走稜線，鉗指尖端呈匙形，內緣有白色的齒狀突起，內側有2至3叢毛束，指部呈黑色至褐色。步腳扁平，光滑無毛或有小凹點，背緣和腹緣均有銳利的稜線，指節有毛，指尖呈黑色。雄蟹的螯腳較大，第3至第5腹節癒合不可動。身體呈棕褐色、紅棕色至紅褐色，頭胸甲具有白色、黃色至紅色的小凹點，眼睛為紅色至褐色，腹面為乳白色，幼體在頭胸甲的前緣和側緣有白色的邊緣。

## 分佈
正直愛潔蟹於印度—西太平洋熱帶海域，包括坦桑尼亞、波斯灣、印度、斯里蘭卡、印尼、爪哇、蘇門答臘、馬來西亞、新加坡、泰國、菲律賓、香港、廣東、海南島、臺灣、日本、新喀里多尼亞、斯里兰卡、毛里求斯等地區，臺灣各地岩礁海岸數量不多。

## 習性
棲息在岩礁海岸低潮線至50公尺深的岩礁、泥沙和砂礫底海中。
生活环境为海水，一般栖息于水深10-30米具岩石的海底上。其生存的海拔范围为-30至-10米。
食性為雜食性，以海藻為主食，偶爾也吃小動物，行動緩慢，夜間較為活躍。有劇毒，而其毒性其實源於其雜食的習性，以致諸如河豚毒素等毒性在其體內積累。